# Sacripantina
La sacripantina o torta sacripantina è una tipica torta a cupola di origine genovese. Di ardua preparazione, presenta una base di pan di Spagna, farcita sia con una crema al burro che con una crema al cacao e nocciole (talvolta con zabaione) e ricoperta di pezzetti di pan di Spagna e zucchero a velo.

## Storia
La sacripantina venne ideata nel 1851 da Giovanni Preti, proprietario della pasticceria Preti di Genova. Il suo nome deriva da Sacripante, il re circasso dell'Orlando furioso di Ludovico Ariosto. Stando a quanto afferma il sito della Preti, la sacripantina «veniva servita sulla tavola dei genovesi quando si aspettava impazienti il dolce della domenica (...) Era nota ad attori e persone famose del tempo.» La torta sacripantina venne inserita tra i prodotti agroalimentari tradizionali liguri.